# Чемпіонат Європи з кросу 2022
Чемпіонат Європи з кросу 2022 був проведений 11 грудня на трасі, прокладеній на території регіонального парку «Мандрія», розташованого поблизу Турина.
Первісно Турин отримав право прийняти європейську першість з кросу у 2021. Проте, внаслідок скасування (через пандемію коронавірусної хвороби) чемпіонату-2020, який мав приймати Дублін, організатори туринського чемпіонату погодились провести чемпіонат в Італії у 2022 з тим, щоб першість-2021 змогла прийняти ірландська столиця.

## Призери

### Чоловіки
| Першість                  | Золото | Золото  | Срібло | Срібло | Бронза | Бронза |
| ------------------------- | --- | ------- | --- | ------ | --- | ------ |
| Особиста протокол • відео | Якоб Інгебрігтсен Норвегія                                                                                 | 29.33   | Еміль Кейресс Велика Британія                                                                                  | 29.42  | Айзек Кімелі Бельгія                                                                                            | 29.45  |
| Командна протокол         | Франція Бастьєн Аугусто (6) Янн Шруб (7) Морад Амдуні (11) Валентин Гондуен Юссеф Мекдафу Донован Крістьєн | 24 очки | Італія Єманеберхан Кріппа (4) Йоганес К'яппінеллі (8) Осама Дзогламі (13) Некагенет Кріппа Паскуале Сельвароло | 25     | Іспанія Мохамед Катір (9) Абдессамад Ухельфен (10) Карлос Майо (17) Роберто Алаїс Нассіс Ассаус Серхіо Паніагуа | 36     |

| Першість                  | Золото | Золото  | Срібло                                                                                                  | Срібло | Бронза | Бронза |
| ------------------------- | --- | ------- | --- | ------ | --- | ------ |
| Особиста протокол • відео | Чарльз Гікс Велика Британія                                                                                      | 23.40   | Закарія Магамед Велика Британія                                                                         | 23.48  | Валентин Бреск Франція                                                                                       | 23.58  |
| Командна протокол         | Велика Британія Чарльз Гікс (1) Закарія Магамед (2) Метью Стонір (8) Рорі Леонард Джозеф Вігфілд Томер Таррагано | 11 очок | Франція Валентин Бреск (3) Етьєн Дагінос (4) Антуан Сенар (7) Люк ле Барон П'єр Бордо Тео Рубенс Баніні | 14     | Ірландія Ефрем Гідей (5) Кілан Кілрегілл (9) Шей Мак-Евой (15) Дарра Мак-Елгінні Джеймі Беттл Томас Мак-Стей | 29     |

| Першість                  | Золото | Золото  | Срібло                                                                                                   | Срібло | Бронза                                                                                  | Бронза |
| ------------------------- | --- | ------- | --- | ------ | --------------------------------------------------------------------------------------- | ------ |
| Особиста протокол • відео | Вілл Барнікоут Велика Британія                                                                                | 17.40   | Ніколас Гріггз Ірландія                                                                                  | 17.41  | Дін Кейсі Ірландія                                                                      | 17.46  |
| Командна протокол         | Велика Британія Вілл Барнікоут (1) Сем Міллз (4) Люк Бердсей (5) Едвард Берд Джонні Лівінгстоун Джейкоб Дікон | 10 очок | Ірландія Ніколас Гріггз (2) Дін Кейсі (3) Шон Мак-Гінлі (12) Каллум Морган Джонас Стаффорд Марк Ганраган | 17     | Іспанія Хайме Мігальйон (6) Маріо Монреаль (8) Давід Кантеро (16) Алейш Вівес Ерік Лоре | 30     |

### Жінки
| Першість                  | Золото                                                                                            | Золото | Срібло | Срібло | Бронза | Бронза |
| ------------------------- | ------------------------------------------------------------------------------------------------- | ------ | --- | ------ | --- | ------ |
| Особиста протокол • відео | Каролін Б'єркелі Гревдаль Норвегія                                                                | 26.25  | Констанце Клостергальфен Німеччина                                                                                      | 26.29  | Аліна Рех Німеччина                                                                                             | 27.19  |
| Командна протокол         | Німеччина Констанце Клостергальфен (2) Аліна Рех (3) Ханна Кляйн (4) Міріам Даттке Катеріна Гранц | 9 очок | Велика Британія Джессіка Ворнер-Джадд (8) Еббі Доннеллі (9) Роппі Тенк (13) Джессіка Гіббон Кері Г'юз Емі-Елоїз Марковц | 30     | Ірландія Ейліш Фленаган (11) Ройзен Фленаган (12) Мері Малгейр (27) Енн-Мері Мак-Глінн Ів Річардсон Мішель Фінн | 50     |

| Першість                  | Золото | Золото  | Срібло | Срібло | Бронза | Бронза |
| ------------------------- | --- | ------- | --- | ------ | --- | ------ |
| Особиста протокол • відео | Надя Баттоклетті Італія                                                                                     | 19.55   | Меган Кіт Велика Британія                                                                                    | 20.08  | Александра Міллард Велика Британія                                                                          | 20.27  |
| Командна протокол         | Велика Британія Меган Кіт (2) Александра Міллард (3) Грейс Карсон (5) Елоїз Вокер Еліс Гудолл Ясмін Маргіні | 10 очок | Італія Надя Баттоклетті (1) Аврора Бадо (14) Джованна Сельва (16) Анна Арнаудо Сара Нестола Людовіка Каваллі | 31     | Франція Манон Трапп (6) Флор'ян Кесада (15) Флаві Ренуар (17) Ежені Лорен Анаель Гільйонне Летісія Круассан | 38     |

| Першість          | Золото                                                                                               | Золото  | Срібло                                                                  | Срібло | Бронза                                                                                      | Бронза |
| ----------------- | --- | ------- | ----------------------------------------------------------------------- | ------ | ------------------------------------------------------------------------------------------- | ------ |
| Особиста протокол | Марія Фореро Іспанія                                                                                 | 13.04   | Інгеборг Естгорд Норвегія                                               | 13.07  | Ілона Мононен Фінляндія                                                                     | 13.08  |
| Командна протокол | Іспанія Марія Фореро (1) Ірая Мендія (9) Антія Кастро (11) Марія Вісьйоса Марта Серрано Інес Докампо | 21 очко | Туреччина Айча Фіданоглу (7) Едібе Ягіз (8) Пелінсу Шахін (10) Сіла Ата | 25     | Німеччина Кіра Вайс (6) Ліза Меркель (13) Софія Бонфарес (14) Кароліна Шефер Йоганна Пульте | 33     |

### Змішана естафета
У складі кожної команди виступали двоє чоловіків та двоє жінок. Кожен з них біг по 1 колу, а загальна довжина 4 кіл естафетної дистанції склала 5,722 км.
| Дистанція                          | Золото                                                          | Золото | Срібло                                                              | Срібло | Бронза                                                    | Бронза |
| ---------------------------------- | --------------------------------------------------------------- | ------ | ------------------------------------------------------------------- | ------ | --------------------------------------------------------- | ------ |
| 4 кола (5,722 км) протокол • відео | ІталіяП'єтро Арезе Федеріка дель Буоно Яссін Буїх Гая Саббатіні | 17.23  | ІспаніяХесус Гомес Соланж Андрея Перейра Адріан Бен Розалія Таррага | 17.24  | ФранціяРомен Морне Шарлотт Муше Азеддін Абз Анаїс Бургуен | 17.31  |

## Медальний залік
| Місце                | Країна               | Золото | Срібло | Бронза | Загалом |
| -------------------- | -------------------- | ------ | ------ | ------ | ------- |
| 1                    | Велика Британія      | 5      | 4      | 1      | 10      |
| 2                    | Італія               | 2      | 2      | 0      | 4       |
| 3                    | Іспанія              | 2      | 1      | 2      | 5       |
| 4                    | Норвегія             | 2      | 1      | 0      | 3       |
| 5                    | Франція              | 1      | 1      | 3      | 5       |
| 6                    | Німеччина            | 1      | 1      | 2      | 4       |
| 7                    | Ірландія             | 0      | 2      | 3      | 5       |
| 8                    | Туреччина            | 0      | 1      | 0      | 1       |
| 9                    | Бельгія              | 0      | 0      | 1      | 1       |
| 9                    | Фінляндія            | 0      | 0      | 1      | 1       |
| Загалом (10 збірних) | Загалом (10 збірних) | 13     | 13     | 13     | 39      |

## Українці на чемпіонаті
Україну на чемпіонаті Європи з кросу представляли 12 легкоатлетів і легкоатлеток.
У змішаному естафетному бігу команда України представлена не була.
Як і минулого року, найвище місце серед українців посів Андрій Атаманюк. Але якщо в 2021-му він виступав ще серед юніорів, то цього року змагався вже з атлетами вікової категорії U23 й у цій компанії зумів потрапити до двадцятки найсильніших на континенті, ставши 19-м.

### Чоловіки
| Місце | Атлет                           | Час   |
| ----- | ------------------------------- | ----- |
|       | Дмитро Сірук Рівненська область | 32.46 |

| Місце | Атлет                                 | Час   |
| ----- | ------------------------------------- | ----- |
|       | Андрій Атаманюк Хмельницька область   | 24.45 |
|       | Василь Сабуняк Київ                   | 26.44 |
|       | Андрій Краковецький Вінницька область | 26.54 |
| —     | Ілля Кунін Дніпропетровська область   | DNF   |

| Місце | Атлет                           | Час   |
| ----- | ------------------------------- | ----- |
|       | Дмитро Торгачов Сумська область | 19.00 |

### Жінки
| Місце | Атлетка                          | Час   |
| ----- | -------------------------------- | ----- |
|       | Марина Немченко Донецька область | 30.06 |

| Місце | Атлетка                                     | Час   |
| ----- | ------------------------------------------- | ----- |
|       | Іванна Потапчук Волинська область           | 22.30 |
|       | Катерина Онісімова Дніпропетровська область | 25.19 |

| Місце | Атлетка                            | Час   |
| ----- | ---------------------------------- | ----- |
|       | Уляна Рачинська Львівська область  | 13.51 |
|       | Тетяна Когут Тернопільська область | 14.00 |
|       | Тетяна Чорновол Київська область   | 14.32 |